# Crostumèria
Crostumèria (en llatí Crustumerium o Crustumeria o Crustumium, en grec antic Κρουστομέριον i Κρουστομερία) va ser una antiga ciutat del Laci a la vora de Sabínia, entre Fidenes i Erètum. Tot i que se la va suposar ciutat sabina, Dionís d'Halicarnàs diu expressament que era una colònia d'Alba fundada al mateix temps que Fidenes i Nomentum, i el seu nom també apareix a la llista de colònies d'Alba donada per Diodor de Sicília. Virgili diu que va ser una de «les cinc grans ciutats» que va prendre les armes contra Eneas. Plini el Vell l'esmenta entre les ciutats del Laci de les que no en quedava rastre al seu temps.
Apareix a la història quan la ciutat va estar en lluita contra de Ròmul per venjar la violació de les dones a la Consuàlia. La ciutat es va aliar a Antemnes i Caenina, però cada una va combatre per separat i van ser successivament derrotades i conquerides. Els seus habitants van ser portats en part a Roma i al lloc s'hi va instal·lar una colònia romana. Però al cap d'uns anys apareix altre cop com una ciutat llatina independent durant el regnat de Tarquini Prisc i aquest rei la va conquerir i la va treure del domini dels llatins. Es va establir una altra colònia romana, però això no va assegurar la fidelitat i la ciutat es va tornar a independitzar, fins que els romans la van ocupar per tercera i definitiva vegada l¡'any 499 aC. Des de llavors va pertànyer a Roma i va patir els atacs dels sabins. El 447 aC l'exèrcit dirigit pels decemvirs de Roma que estava lluitant contra els sabins, va desertar i es va retirar a Crustumerium. Després ja no apareix esmentada a la història i Plini el Vell diu que al seu temps la ciutat era una de les antigues ciutat llatines que ja no existien. El seu territori, l'ager Crustuminus, es va incloure al territori romà i la seva gent va formar la tribu Crustumina, formada en la seva major part per persones d'origen sabí. Això va passar durant el segle v aC.
El lloc exacte de la ciutat no es coneix, però era molt proper a la Via Salària i al Tíber, que formava la seva frontera amb Veïs i després amb Fidenes; pel nord tocava amb el territori d'Erètum. La ubicació més probable és el llogaret de Marcigliana Vecchia a uns 15 km de Roma i uns 5 de l'antiga Fidenes.

## Referència
1. ↑  Smith, William (ed.). «Crustumerium». Dictionary of Greek and Roman Geography (1854). [Consulta: 14 lnovembre 2022].